# Macrocoeloma diplacanthum
Macrocoeloma diplacanthum är en kräftdjursart som först beskrevs av William Stimpson 1860.  Macrocoeloma diplacanthum ingår i släktet Macrocoeloma och familjen Mithracidae. Inga underarter finns listade i Catalogue of Life.